# Dálnice 89 (Izrael)
Dálnice 89, přesněji spíš Silnice 89 (hebrejsky: 89 כביש, Kviš 89) je silniční spojení nikoliv dálničního typu (jen v západním úseku Naharija-Ma'alot-Taršicha vícečetné jízdní pruhy, absence mimoúrovňových křižovatek) v severním Izraeli, o délce 58 kilometrů.

## Trasa silnice
Začíná ve městě Naharija nedaleko břehu Středozemního moře jako ulice Sderot ha-Nasi Ben Cvi. Pak směřuje k východu skrz zemědělsky intenzivně využívanou pobřežní nížinu. Poblíž vesnice Kabri vstupuje do údolí vodního toku Nachal Ga'aton v hornaté krajině Horní Galileji, přičemž stále stoupá až k shluku měst okolo Ma'alot-Taršicha.
Pokračuje dál k východu přes město Churfejš hornatou a zalesněnou krajinou na severních svazích masivu Har Meron, kde se dostává do nadmořské výšky přes 800 metrů. U města Džiš se dočasně stáčí k jihu a vede podél údolí Nachal Amud. Pak se opět obrací k východu a prochází obchvatem (כביש עוקף צפת, Kviš Okef Cfat) po okraji města Safed. Vede zde přes vádí Nachal Akbara po mostu Akbara – nejvyšším mostu v Izraeli. V závěrečném úseku klesá do údolí řeky Jordán, na jehož svazích, poblíž vesnice Elifelet ústí do severojižní dálnice číslo 90, nedaleko severního okraje Galilejského jezera.
Původně vedla silnice v nejvýchodnějším úseku přímo skrz centrum Safedu a pak pokračovala až do Roš Pina. Tento úsek je dnes označen jako lokální silnice 8900.